# S/2009 (612141) 1
S/2009 (1999 XY143) 1, também escrito como S/2009 (1999 XY143) 1, é o objeto secundário do corpo celeste denominado de 1999 XY143. Ele é um objeto transnetuniano que tem cerca de 179 km de diâmetro.